# Bokeem Woodbine
Bokeem Woodbine (New York, 13 aprile 1973) è un attore statunitense.

## Biografia
Woodbine è nato nel quartiere newyorkese di Harlem, da madre attrice. Ha frequentato la prestigiosa Dalton School di New York, e successivamente la scuola di arti performative Fiorello H. LaGuardia High School of Music & Art and Performing Arts. Woodbine è conosciuto per i personaggi da lui interpretati in film quali Panther, Dollari sporchi, Amicizie pericolose, Crooklyn, Life, Caught Up, Ray, The Rock, Il grande colpo, Gridlock'd e The Runner. I suoi lavori in televisione includono The X-Files, I Soprano, CSI: Miami, Blade - La serie, Fargo (2. Stag.) e Saving Grace. 
Nel 2001, fu nominato come "Attore di Supporto Prominente in Serie Televisive Drammatiche", grazie al suo ruolo nel film romantico La città degli angeli. Inoltre, è apparso in alcuni video musicali. Da ricordare Gravel Pit, Protect Ya Neck (The Jump Off) e Careful (Click, Click) dei Wu-Tang Clan, Chi Kung di RZA, Light Yo Ass On Fire dei Busta Rhymes, I Ain't Mad at Cha di Tupac Shakur, Just Tah Let U Know di Eazy-E e Time's Up di Jadakiss. Nel 2017, interpreta il villain Shocker nel film Spider-Man: Homecoming del Marvel Cinematic Universe. Nel 2020 ha ottenuto il ruolo dello sceriffo Sherman Domingo, il padre della giovane acchiappafantasmi Lucky, nel film Ghostbusters: Legacy, diretto da Jason Reitman, uscito nelle sale il 18 novembre 2021.

## Filmografia

### Cinema
- Crooklyn, regia di Spike Lee (1994)
- Amicizie pericolose (Jason's Lyric), regia di Doug McHenry (1994)
- Panther, regia di Mario Van Peebles (1995)
- Dollari sporchi (Dead Presidents), regia di Albert e Allen Hughes (1995)
- Freeway - No Exit (Freeway), regia di Matthew Bright (1996)
- The Rock, regia di Michael Bay (1996)
- The Elevator, regia di Arthur Borman, Nigel Dick e Rafal Zielinski (1996)
- Gridlock'd - Istinti criminali (Gridlock'd), regia di Vondie Curtis-Hall (1997)
- Braccato dal destino - Caught Up (Caught Up), regia di Darin Scott (1998)
- Il grande colpo (The Big Hit), regia di Kirk Wong (1998)
- Almost Heroes, regia di Christopher Guest (1998)
- Wishmaster 2 - Il male non muore mai (Wishmaster 2: Evil Never Dies), regia di Jack Sholder (1999)
- Life, regia di Ted Demme (1999)
- The Runner, regia di Ron Moler (1999)
- È una pazzia (It's the Rage), regia di James D. Stern (1999)
- BlackMale, regia di George Baluzy e Mike Baluzy (2000)
- La rapina (3000 Miles to Graceland), regia di Demian Lichtenstein (2001)
- La stirpe (The Breed), regia di Michael Oblowitz (2001)
- Hard Cash, regia di Predrag Antonijevic (2002)
- Sniper 2 - Missione suicida (Sniper 2), regia di Craig R. Baxley (2002)
- Detonator, regia di Jonathan Freedman (2003)
- Ray, regia di Taylor Hackford (2004)
- The Circle, regia di Yuri Zeltser (2005)
- Blood of a Champion, regia di Lawrence Page (2005)
- Edmond, regia di Stuart Gordon (2005)
- 18 Fingers of Death!, regia di James Lew (2006)
- Confessions, regia di Lawrence Page (2006)
- The Champagne Gang, regia di Daniel Zirilli (2006)
- The Last Sentinel, regia di Jesse V. Johnson (2007)
- Across the Line, regia di R. Ellis Frazier (2008)
- The Poker House, regia di Lori Petty (2008)
- The Fifth Commandment, regia di Jesse V. Johnson (2008)
- Black Dynamite, regia di Scott Sanders (2009)
- A Day in the Life, regia di Sticky Fingaz (2009)
- The Butcher, regia di Jesse V. Johnson (2009)
- Devil, regia di John Erick Dowdle (2010)
- Across the Line: The Exodus of Charlie Wright, regia di R. Ellis Frazier (2010)
- Little Murder, regia di Predrag Antonijevic (2011)
- Total Recall - Atto di forza (Total Recall), regia di Len Wiseman (2012)
- Letting Go, regia di Jake Torem (2012)
- Caught on Tape, regia di Sticky Fingaz (2013)
- The Host, regia di Andrew Niccol (2013)
- Five Thirteen, regia di Kader Ayd (2013)
- Riddick, regia di David Twohy (2013)
- 1982, regia di Tommy Oliver (2013)
- They Die by Dawn, regia di Jeymes Samuel (2013)
- For Love or Money, regia di Roger Melvin (2014)
- Jarhead 2: Field of Fire, regia di Don Michael Paul (2014)
- Guardian Angel, regia di Vahik Pirhamzei (2014)
- AWOL-72, regia di Christian Sesma (2015)
- The Night Crew, regia di Christian Sesma (2015)
- Spider-Man: Homecoming, regia di Jon Watts (2017)
- Billionaire Boys Club, regia di James Cox (2018)
- Overlord, regia di Julius Avery (2018)
- Queen & Slim, regia di Melina Matsoukas (2019)
- All'ombra della luna (In the Shadow of the Moon), regia di Jim Mickle (2019)
- Spenser Confidential, regia di Peter Berg (2020)
- Ghostbusters: Legacy (Ghostbusters: Afterlife), regia di Jason Reitman (2021)
- The Inspection, regia di Elegance Bratton (2022)
- Old Dads, regia di Bill Burr (2023)
- Earth Mama, regia di Savanah Leaf (2023)

### Televisione
- CBS Schoolbreak Special – serie TV, episodio 10x03 (1993)
- Armati di pistola (Strapped), regia di Forest Whitaker – film TV (1993)
- X-Files (The X-Files) – serie TV, episodio 3x05 (1995)
- New York Undercover – serie TV, episodio 3x23 (1997)
- I Soprano (The Sopranos) - serie TV - episodio 1x10 (1999)
- Sacrifice - Indagini sporche, regia di Mark L. Lester – film TV (2000)
- Battery Park – serie TV, 6 episodi (2000)
- Soul Food – serie TV, episodio 1x08 (2000)
- City of Angels – serie TV, 4 episodi (2000)
- R.U.S./H., regia di Gary Fleder – film TV (2002)
- Fastlane – serie TV, episodio 1x19 (2003)
- Jasper, Texas - La città dell'odio (Jasper, Texas), regia di Jeffrey W. Byrd – film TV (2003)
- Blitt Happens, regia di Peter e Bobby Farrelly – film TV (2003)
- CSI: Miami – serie TV, episodio 3x02 (2004)
- Bones – serie TV, episodio 1x06 (2005)
- The Evidence – serie TV, episodio 1x07 (2006)
- Blade - La serie (Blade: The Series) – serie TV, episodi 1x04-1x07 (2006)
- Shark - Giustizia a tutti i costi (Shark) – serie TV, episodio 1x11 (2007)
- Law & Order: Criminal Intent – serie TV, episodio 6x14 (2007)
- Saving Grace – serie TV, 19 episodi (2007-2009)
- Flesh Wounds, regia di Daniel Rodrigues Sharpe Garcia Jr. – film TV (2011)
- Southland – serie TV, 5 episodi (2011-2012)
- Payday – serie TV, episodio 1x05 (2013)
- The Fright Night Files, regia di Russ Parr e R. L. Scott – film TV (2014)
- Battle Creek – serie TV, episodio 1x08 (2015)
- Chicago P.D. – serie TV, episodio 3x01 (2015)
- Life in Pieces – serie TV, episodio 1x03 (2015)
- Drunk History – serie TV, episodio 4x10 (2016)
- Fargo – serie TV, 11 episodi (2015, 2020)
- The Infamous, regia di Anthony Hemingway – film TV (2016)
- Underground – serie TV, 8 episodi (2017)
- Snowfall – serie TV, episodio 1x06 (2017)
- Unsolved – serie TV, 10 episodi (2018)
- Wu-Tang: An American Saga – serie TV, 4 episodi (2019)
- Halo – serie TV, 12 episodi (2022-2024)

## Doppiatori italiani
Nelle versioni in italiano delle opere in cui ha recitato, Bokeem Woodbine è stato doppiato da:
- Simone Mori in Il grande colpo, La rapina, Queen & Slim, Old Dads
- Massimo Bitossi in Total Recall - Atto di forza, Riddick, Unsolved
- Alessandro Ballico in Spider-Man: Homecoming, All'ombra della luna
- Fabrizio Vidale in Amicizie pericolose, Devil
- Pasquale Anselmo in Ray
- Adriano Giannini in Edmond
- Alberto Bognanni in Fargo
- Diego Baldoin in The Fifth Commandment
- Roberto Gammino in Jarhead 2: Field of Fire
- Stefano Alessandroni in Awol 72 - Il disertore
- Fabrizio Dolce in Billionaire Boys Club
- Francesco De Francesco in Overlord
- Antonino Saccone in Spenser Confidential
- Fabrizio Pucci in Ghostbusters: Legacy